# Lissaspis laevigata
Lissaspis laevigata är en stekelart som beskrevs av Henry Keith Townes, Jr. 1970. Lissaspis laevigata ingår i släktet Lissaspis och familjen brokparasitsteklar. Inga underarter finns listade i Catalogue of Life.